# Miniopterus australis
Miniopterus australis је врста слепог миша (Chiroptera) из породице вечерњака (Vespertilionidae).

## Распрострањење
Врста је присутна у Аустралији, Брунеју, Вануатуу, Индонезији, Малезији, Папуи Новој Гвинеји, Соломоновим острвима и Филипинима.

## Станиште
Врста Miniopterus australis има станиште на копну.

## Угроженост
Ова врста није угрожена, и наведена је као последња брига јер има широко распрострањење.

### Популациони тренд
Популација ове врсте је стабилна, судећи по доступним подацима.